# Église Saint-Paul de Chambon
Pour les articles homonymes, voir Église Saint-Paul.
L'église Saint-Paul de Chambon est une église paroissiale affectée au culte catholique dans la commune française de Chambon, dans le département d'Indre-et-Loire.
Construite au XIIe siècle et remaniée au XVIe siècle, l'église est inscrite comme monument historique en 1931.

## Localisation
L'église de Chambon occupe le centre du chef-lieu communal. Bâtie parallèlement aux courbes de niveau de la rive droite de la Creuse, elle tourne son chœur vers le sud-est et l'extrémité de sa nef vers le nord-ouest.

## Histoire
L'histoire des églises de Chambon est marquée par une légende. En 1426 ou 1427, Jacques de Mallemouche, seigneur de Rouvray, assassine le curé de Chambon. L'archevêque de Tours interdit l'église et condamne de Mallemouche à en construire une nouvelle, faute de quoi il sera exécuté. Cette légende ne tient pas : Jacques de Mallemouche a vécu un siècle plus tard et l'église de Chambon porte des traces certaines d'une reconstruction partielle à cette époque. Même si le crime et son châtiment s'étaient bien produits, ils ne pourraient concerner que l'église actuelle, et un siècle après la date évoquée dans cette légende. Aucun vestige d'une église antérieure à celle-ci n'a été découvert.
L'église de Chambon doit être considérée comme un édifice du XIIe siècle. Dans le deuxième quart du XVIe siècle, d'importants travaux sont effectués : construction des voûtes de la nef, reconstruction du chœur, ajout de chapelles.
L'église est restaurée en 1896-1897 par le soins de Pierre-Paul Brisacier, prêtre et architecte. Elle est inscrite comme monument historique par arrêté du 12 janvier 1931.

## Description

### Architecture
L'église se compose d'une nef simple sans collatéraux, à trois travées. Une travée supportant le clocher y fait suite, puis le chœur terminé par un chevet plat.
La façade de la nef, renforcée de quatre contreforts plats, est percée d'une porte d'époque Renaissance surmontée d'une frise,,. Les trois travées de le nef sont voûtées sur croisée d'ogives. Côté sud, deux chapelles, dont l'une réservée au seigneur du fief, sont reliées par un couloir voûté en berceau.
La travée qui fait suite à la nef, sur plan carré, supporte le cloche qui a perdu l'étage de son beffroi et qui est couvert d'une pyramide en ardoise. Ce clocher est flanqué d'une tourelle d'escalier.
Le chœur se termine par un chevet plat percé d'une haute baie de style gothique flamboyant.

### Décor et mobilier
Un vantail en bois, appartenant à un ancien portail du XVe siècle, se trouvait à l'origine dans le couloir reliant les deux chapelles. En 2014, il est démonté pour être exposé dans le chœur. Il est inscrit comme objet monument historique. Des stalles sont par ailleurs installées dans ce chœur,.
Deux inscriptions, l'une sur la clé de voûte d'une travée de la nef et l'autre sur un chapiteau du chœur attestent des travaux faits à ces parties de l'église en 1527,.

## Pour en savoir plus